# Нечаево (Орловская область)
Нечаево — деревня, расположенная на юго-востоке Корсаковского района Орловской области России, административный центр Нечаевского сельского поселения.

## История
Точная дата образования неизвестна. Предположительно это 1918 год. В 1933 году на базе деревни был образован государственный племенной завод «Власть Труда», занимавшийся разведением овец породы ромни-марш. Впоследствии стал одним из самых крупных госплемзаводов СССР.

## Население
| 2002 | 2010 |
| ---- | ---- |
| 666  | ↘549 |

## Примечание
1. ↑  Данные Всероссийской переписи населения 2002 года: таблица № 02c. Численность населения и преобладающая национальность по каждому сельскому населённому пункту. — М.: Росстат, 2004.
2. ↑  Всероссийская перепись населения 2010 года. 7. Численность населения городских округов, муниципальных районов, городских и сельских поселен